# Annales Complutense
Gli Annales Complutenses detti anche Anales castellanos segundos o Annales Castellani Recentores sono una cronaca latina della metà o della fine del XII secolo, che compila una serie di annali che coprono la storia dalla nascita di Cristo alla morte della regina Urraca nel 1126 (secondo l'edizione di Enrique Flórez) o fino al 1110 (secondo l'edizione di Manuel Gómez-Moreno).
È contenuto in un manoscritto del XIII secolo, attualmente conservato presso la Leiden Universiteitsbibliotheek dell'Università di Leida, che proviene dall'Università di Alcalá de Henares, dove fu conservato fino al XVI secolo. Per questo è chiamato anche Annales Complutenses.

## Edizioni
- (LA)  Enrique Florez, ed. Sacra Spagna, XXIII (Madrid: 1767), pagg. 310 - 314.
- Ambrosio Huici e Miranda, ed. e trad. Le cronache latine della riconquista, I (Valencia: 1913).
- Manuel Gómez-Moreno, Second Castilian Annals (Madrid: 1917), 25–28.